# Friedrich Schlegel
Karl Wilhelm Friedrich von Schlegel (10. marts 1772 – 11. januar 1829) var en tysk forfatter, filosof og litterat. Han var, ligesom sin broder, August Wilhelm von Schlegel, og Novalis (Georg Philipp Friedrich Freiherr von Hardenberg), frontfigur for Jena-romantikken.
Friedrich Schlegel blev født i Hannover, studerede jura i Göttingen og Leipzig, men terminerede hurtigt i rollen som i overvejende grad fritsvævende forfatter, filosof og litterat (blandt andet underviste han udi det filosofiske og litterære i Jena og Paris). 
Særligt litteraturen var emne for Schlegels skrifter. Schlegel er vel nok mest kendt for sine tanker om "progressiv universalpoesie" – om "Mischgedicht"et, som han også gerne udtrykker det – en slags altindoptagende modus eller genre, der som sådan – som udpræget eklektisk eller romanagtig – menes at gøre det ud for en saliggørende stræben efter det evige i det flygtige. Denne stræben er, hvad Schlegel forbinder med det romantiske. Romantik er for ham nærmere bestemt indbegrebet af det, som adskiller sig fra det antikke – og det neoantikke; det klassicistiske og neoklassicistiske – ved ikke at have noget defintivt eller entydigt mål eller ideal; ingen sådanne er længere nok, endsige overhovedet plausible. Nej, for Schlegel er det romantiske det, der stræber mod det ikke-eksisterende, det uopfyldelige, tomheden, i mangfoldighedens flux (undertiden går han så vidt som til at demonstrere dette romantiske (ikke-)ideal matematisk i sære formler, hvori der mod alle regler divideres med 0!).